# Fausse relation
En harmonie tonale, une fausse relation est, dans un enchaînement, un effet un peu dur entre deux sons appartenant à deux accords successifs, mais à deux voix différentes. Le rapprochement désagréable produit par la fausse relation doit être soit évité, soit aménagé. 
On distingue la fausse relation chromatique et la fausse relation de triton.

## Fausse relation chromatique
La fausse relation chromatique — ou fausse relation d'octave — se produit lorsque les trois notes d'un mouvement chromatique se succèdent dans des parties différentes.
Pour que le mouvement chromatique soit correct, donc, pour éviter la fausse relation chromatique, les trois notes qui l'effectuent — note préparatoire, note chromatique et note résolutive — doivent impérativement se trouver dans la même partie. Cette fausse relation est cependant tolérée — parce qu'inévitable dans ce cas — lorsque c'est la basse qui attaque la note altérée (exemple C).
Conformément aux règles de doublure des notes attractives, on s'abstient généralement de doubler une note qui se trouve dans un mouvement chromatique. Cependant, cette doublure est parfois inévitable. Si c'est la note préparatoire qui est doublée, les deux parties doivent procéder ensuite par mouvement contraire. Si c'est la note altérée ou bien la note résolutive qui est doublée, il faut amener cette doublure par mouvement contraire. Il convient de noter que la doublure de la note altérée par mouvement contraire atténue la fausse relation mais ne la supprime pas, c'est-à-dire qu'une telle doublure ne pourra être admise que quand on ne peut faire autrement.
- Exemples :

## Fausse relation de triton
La fausse relation de triton se produit lorsqu'un accord a pour basse le IVe degré — quel que soit son état —, et que l'accord précédent ou suivant contient la sensible. Cette fausse relation est appelée ainsi à cause de la quarte augmentée — ou : triton, c'est-à-dire « trois tons » — qui sépare les deux notes en question. La dureté est accentuée si la sensible est placée à la partie supérieure (exemple A).
Notons avant toute chose que cette fausse relation n'est absolument pas gênante lorsque le deuxième accord est un accord de dominante (exemple B). Dans tous les autres cas, et notamment, si le premier accord est un accord de dominante, cette fausse relation doit être évitée.
La fausse relation de triton fautive se produit généralement sur des enchaînements médiocres ou peu usités ; seuls celui du Ve vers le IVe degré et celui du IIIe vers le IVe degré se rencontrent parfois.
Elle est cependant admise si le deuxième accord est placé sur un temps faible, ou une partie faible de temps (exemple C). Lorsque ce deuxième accord est sur temps fort, la fausse relation de triton est tolérée à condition qu'on mette la sensible dans une partie intermédiaire (exemple D).
- Exemples :